# Habitatge a l'avinguda Onze de Setembre, 16 (Olot)
L'habitatge a l'avinguda Onze de Setembre, 16 és una obra d'Olot (Garrotxa) inclosa a l'Inventari del Patrimoni Arquitectònic de Catalunya.

## Descripció
És un gran casal de planta rectangular, amb teulada a dues aigües, vessant a les façanes principals. Disposa de planta baixa i tres pisos. La primera planta està ocupada per alguns locals comercials i té dues grans portalades d'accés emmarcades en pedra amb les següents inscripcions: [ornament] 17 IHS 70 [ornament] i un cor rodejat de decoració fitomòrfica amb la data dins (1764).
El primer pis té una balconada doble i dos balcons, un a cada costat. El segon pis, quatre balcons i el tercer, quatre finestres quadrades. Els murs varen ser arrebossats, destacant-se els marcs de les obertures amb una franja més fosca i una línia blanca. Gran part d'aquest casal està deshabitat.

## Història
El carrer Onze de Setembre està situat entre la Plaça Palau i la casa de Ca l'Artigues. Antigament, era anomenat la Verge de la Guia per haver-hi una capella dedicada a aquesta verge. En iniciar-se el carrer, hi havia una creu monumental gòtica de finals del segle xiv que els terratrèmols van enderrocar. Poc després es va bastir la capelleta de la Verge de la Guia o de la Santa Creu, que també va ser enderrocada l'any 1883, en urbanitzar el final del carrer i la Plaça Palau. Cal dir que no totes les cases del carrer foren aixecades al segle xix i ho demostren les llindes del casal número 22 on posa: "1647", i la del número 16 amb la seva data: "1770".